# Chloroclystis craspedozona
Chloroclystis craspedozona är en fjärilsart som beskrevs av Louis Beethoven Prout 1958. Chloroclystis craspedozona ingår i släktet Chloroclystis och familjen mätare. Inga underarter finns listade i Catalogue of Life.